# Annibal Gantez
Annibal Gantez (Marsella, finals del segle XVI – Auxerre, Borgonya, vers el 1670) fou un compositor francès. Fou mestre de capella a Auxerre i resten d'ell una Missa a 6 veus, d'estil correcte però no de gran originalitat. El que li donà més fama és una petita obra titulada L'entretien des musiciens (Auxerre, 1643), tant amena com pintoresca i en la qual hi ha, a més, interessants observacions sobre els costums dels músics en el segle xvii.